# Till fridens hem min vandring bär
Till fridens hem min vandring bär är en så kallad hemlandssång författad av Johan Bernhard Gauffin. Psalmen har bara två 4-radig verser. Begreppet 'hemland' syftar inte här på ursprungsnation eller fosterland utan på uti min faders hus i himmelriket efter döden.

## Publicerad som
- Nr 263 i Svensk Söndagsskolsångbok 1908 under rubriken "Hemlandssånger".